# 日映 (1984年設立)
日映（にちえい）は、日本の貿易会社、映画製作会社。
1984年10月に日映エージェンシーとして設立され、1992年4月に日映と社名変更した。映画やOVAの製作を手掛ける映像事業と香港の電機メーカーへ東芝の電子部品を輸出する貿易事業、ジェットバスなどの浴槽やサウナの販売施工を手掛けるアメニティ事業を半々程度に行っていた。1991年の年商は24億円、従業員30人だった。またマクザムを通じてファミコンのゲームソフトの販売も行っていた。

## 歴史
日本大学理工学部出身の中村季靖は、大学時代に縁あって極真空手に入門。大学卒業後は特殊金属工業の技術研究所に就職していたが、1976年『愛と誠・完結篇』のオーディションに参加し、合格、同作に端役で出演した。このとき空手を通じて以前からの知り合いだった梶原一騎に「お前はサラリーマン向きじゃない」と言われ、梶原プロに転職。俳優として数本映画とテレビドラマに出たり、池上季実子のマネージャー等をやった後、1984年に『愛と誠』のプロデューサーだった瀬島光雄から小泉今日子主演映画『生徒諸君!』を作るから手伝ってくれといわれ、同作の全国オーディションを担当した。
瀬島から香港映画『酔拳』の監督・ユエン・ウーピンが次作として空手の練達者を求めているから、お前香港に行ってくれと言われ、映画は製作されなかったが、何度か香港に行っていたら、ジャッキー・チェン主演作の日本でのビデオ権の販売を頼まれ、これをやるため1984年10月に資本金4000万円で日映エージェンシーを設立した。香港映画のビデオ権を手掛けた最初の会社で、当初は東映ビデオに権利を売っていたが、レンタルビデオの急成長時代でもあり飛ぶように売れた。特にチョウ・ユンファが日本で全く知られていない頃にユンファの出演作のほとんどを押さえ、1987年に『男たちの挽歌』が日本で公開されるとユンファが日本で人気が急上昇したため、大儲けした。
しかし他の業者が次々参入してきて儲けが減ったため、オリジナルアニメが安定した売れ行きを見せていたことから、OVAの製作を手掛けるようになる。梶原のお蔭で出版関係に色々なルートがあり、ビデオ専用にアニメ化して出そうという劇画原作を押さえるという点で有利な面があった。1989年、『週刊漫画TIMES』（芳文社）に連載中だった『独身アパートどくだみ荘』をオリジナルアニメとして出したのを皮切りに、『ぶっちぎり』『はいすくーる仁義』『青春夫婦物語 恋子の毎日』『男樹』『押忍!!空手部』などのOVAを制作した。
1990年代に入ると過当競争もあり、OVAの売上げも落ちてきたこと、映画への熱い想いもあり、映画の製作に乗り出し、東映が関係する映画に共同出資し、『ゴールドラッシュ』『JINGI 仁義』『ヒルコ／妖怪ハンター』『風、スローダウン』、Vシネマ『わたしだけの愛し方』『プロゴルファー織部金次郎』などを共同出資で製作した。「織金」は中村が東映に映画の製作を持ち掛けたものだった。
以降の活動は不明。